# Малатеста Унгаро
Малатеста Унгаро (итал. Malatesta Ungaro; июнь 1327 — июль 1372) — итальянский кондотьер, сеньор Джези, сеньор Римини с 1363 года. Сын Малатеста Гуастафамилья, сеньора Песаро и Римини.
Имя от рождения — Галеотто Малатеста (Galeotto Malatesta). В 1347 году получил от венгерского короля Людовика I рыцарское звание, после чего сменил имя на Унгаро («Венгр»).
В 1363 году женился на Констанце д’Эсте, дочери маркиза Феррары Обиццо III д’Эсте.
Воевал под предводительством кардинала Хиля Альборноса с Орделаффи и Манфреди. Командуя папским войском, 16 апреля 1363 года одержал победу над Бернабо Висконти.
В 1363 году при разделе отцовских владений получил Римини и Монтефьоре, правил под верховной властью дяди — Галеотто как папского викария.
В 1367 году сопровождал папу Урбана V во время его возвращения в Рим.
Умер в 1372 году.